# Dragon's Dogma 2
Dragon's Dogma 2 é um RPG de ação de 2024 desenvolvido e publicado pela Capcom. E uma sequência de Dragon's Dogma (2012), o jogo se passa em um mundo de fantasia paralelo ao primeiro jogo. Os jogadores controlam um personagem customizável através do mundo aberto do jogo enquanto caçam um dragão que os escolheu como o “Arisen” em meio a um conflito geopolítico, completando missões e ganhando novos equipamentos no caminho com a ajuda de aliados conhecidos como “Peões".
Dragon's Dogma 2 foi lançado para PlayStation 5, Windows e Xbox Series X/S em 22 de março de 2024. O jogo recebeu críticas geralmente positivas dos críticos. Vendeu 2,5 milhões de unidades.

## Jogabilidade
Dragon's Dogma 2 é um RPG de ação jogado na perspectiva de terceira pessoa. O jogador assume o papel de um personagem chamado “Arisen”, um herói marcado por um dragão que deve derrotar. O jogador explora o mundo em que vive, cumprindo missões e lutando contra monstros, enquanto se envolve em um conflito geopolítico entre dois reinos. Para ajudar nisso, o Arisen conta com aliados chamados "Peões", personagens não jogáveis que se juntam ao grupo do jogador.  Esses personagens são controlados por IA, mas funcionam como avatares controlados pelo jogador, capazes de auxiliar nas lutas, fornecer informações sobre os inimigos e orientar em missões ativas. Cada jogador pode criar e personalizar seu avatar e seu próprio personagem Pawn com diferentes gêneros, aparências e raças. Além disso, os jogadores podem recrutar dois peões adicionais criados por outros jogadores.
Tanto os Arisen quanto os Pawns operam sob uma "vocação" - uma classe que define quais habilidades e equipamentos eles podem usar em combate, com diferentes pontos fortes e fracos. As vocações são divididas entre básicas, avançadas e híbridas, estas últimas acessíveis apenas aos Arisen;  além disso, apenas o Arisen e seu Peão podem mudar de profissão.  O jogo apresenta diversas vocações diferentes para você escolher, vários de Dragon's Dogma retornam, enquanto Strider e Ranger foram alterados para Thief e Archer, respectivamente.  Novas vocações híbridas estão incluídas, incluindo Mystic Spearhand, uma variação de Mystic Knight, com personagens capazes de utilizar uma arma semelhante a um cajado chamada duospear, e o Trickster, que usa feitiços que podem confundir os inimigos e melhorar os peões na batalha. Trabalhar com vocações as aprimora, desbloqueando habilidades adicionais que podem ser adquiridas para uso em combate.
Dragon's Dogma 2 se passa em um mundo aberto e contínuo que é quatro vezes maior que o mapa do primeiro jogo, e é um mundo paralelo ao do título anterior. O mundo está dividido entre dois reinos principais, Vermund e Battahl, povoado por humanos, bestas felinas e elfos. A viagem rápida está disponível através de ferrystones e carros de boi, com Dragon's Dogma 2 permitindo aos jogadores montar acampamentos à noite em acampamentos ao redor do mundo do jogo. Podem ocorrer eventos emergentes, forçando os jogadores a reagir e se adaptar, como fazer uso de ambientes destrutíveis para derrotar inimigos, com um ciclo dia-noite que afeta quais criaturas são encontradas e quão fortes elas são.

## Desenvolvimento
Dragon's Dogma 2 é dirigido por Hideaki Itsuno. Um dos principais objetivos da equipe era introduzir melhorias na mecânica de jogo de seu antecessor e incluir recursos que foram cortados devido à tecnologia não estar disponível na época. Como resultado, Itsuno acrescentou que “a sequência pode não incluir tantas coisas que pareçam completamente novas ou diferentes, mas será mais polida e aprimorada para alcançar um RPG e uma aventura de ação mais envolventes para o jogador”. Por exemplo, a equipe escreveu mais diálogos para os peões para abordar o feedback dos jogadores. O mundo do jogo é inspirado na Europa medieval mediterrânea, em particular na Sicília, entre o mundo medieval clássico e ocidental para a região humana, a região felina é inspirada nos territórios do mundo árabe mediterrâneo. De acordo com Itsuno, a equipe se inspirou em Grand Theft Auto V ao criar o mundo e a jogabilidade emergente.

## Lançamento
Dragon's Dogma 2 foi anunciado pela Capcom em junho de 2022. Foi revelado com um trailer no 2023 PlayStation Showcase em maio de 2023. Um showcase de Dragon's Dogma 2 foi realizado em novembro de 2023, que anunciou que o jogo seria lançado para PlayStation 5, Windows, e Xbox Series X/S em 22 de março de 2024.

## Recepção

### Recepção critica
Dragon's Dogma 2 recebeu críticas "geralmente favoráveis" dos críticos, de acordo com o site agregador de críticas Metacritic, com 95% dos críticos recomendando o jogo, de acordo com OpenCritic. Foi elogiado por refinar a jogabilidade de seu antecessor, seu mundo de jogo dinâmico e denso e narrativa emergente. O sistema de peões recebeu atenção e aplausos. As críticas visaram o desempenho do jogo, a baixa variedade de inimigos e a fraca IA dos aliados.
A disponibilidade de microtransações resultou em bombardeio de análises no Steam. Harvey Randall, da PC Gamer, chamou sua inclusão de "desconcertantemente boba", observando que muitos itens são facilmente adquiridos apenas jogando. A análise da IGN considerou que a presença de microtransações em um jogo single-player era frustrante, mas não afetou sua opinião geral sobre Dragon's Dogma 2.

### Vendas
No Japão, Dragon's Dogma 2 vendeu 68.592 unidades durante sua primeira semana, tornando-se o segundo jogo mais vendido atrás de Princess Peach: Showtime!. Dragon's Dogma 2 vendeu 2,5 milhões de unidades em todo o mundo até 2 de abril de 2024.

## Referência
1. ↑  Sirani, Jordan (10 de março de 2024). «Dragon's Dogma 2: Everything We Know About Capcom's Fantasy RPG Sequel». IGN (em inglês). Consultado em 22 de março de 2024
2. ↑  Saltzman, Mitchell (23 de setembro de 2023). «Dragon's Dogma 2: The First Hands-On Preview». IGN. Consultado em 6 de dezembro de 2023
3. ↑  Donaldson, Alex (29 de setembro de 2023). «Dragon's Dogma 2 is more of the same (which means it'll probably be a stone-cold classic) – HANDS-ON». VG 247. Consultado em 6 de dezembro de 2023
4. 1 2  Denzer, TJ (28 de novembro de 2023). «Dragon's Dogma 2 showcase reveals parallel world & Trickster vocation». Shacknews. Consultado em 6 de dezembro de 2023
5. ↑  Koselke, Anna (12 de junho de 2023). «Dragon's Dogma 2 open world is four times bigger than the first game's». PCGamesN. Consultado em 6 de dezembro de 2023
6. ↑  Higton, Ian (29 de setembro de 2023). «Dragon's Dogma 2 feels very similar to the original, for better and worse». Eurogamer. Consultado em 6 de dezembro de 2023
7. ↑  Nunneley-Jackson, Stephanny (15 de junho de 2023). «Dragon's Dogma 2 is an enhanced adventure featuring notable improvements over its predecessor». VG 247. Consultado em 6 de dezembro de 2023
8. ↑  Bueno, Daniel (25 de setembro de 2023). «Interview: Dragon's Dogma 2 Director Talks Mechanics, Hidden Themes». Siliconera. Consultado em 6 de dezembro de 2023
9. ↑  Wen, Alan (23 de setembro de 2023). «Interview: Capcom explains hy Dragon's Dogma 2 has taken so long». Video Games Chronicle. Consultado em 6 de dezembro de 2023
10. ↑  McWhertor, Michael (16 de junho de 2022). «Capcom is finally making Dragon's Dogma 2». Polygon. Consultado em 6 de dezembro de 2023
11. ↑  Mendoza, Ken (24 de maio de 2023). «Watch the first trailer for Dragon's Dogma 2, Capcom's upcoming action-RPG». PlayStation.Blog (em inglês). Consultado em 30 de janeiro de 2024
12. ↑  Parrish, Ash (29 de novembro de 2023). «Dragon's Dogma 2 gets a March release date and tricky new class». The Verge. Consultado em 6 de dezembro de 2023
13. ↑  Parker, Lewis (20 de março de 2024). «Dragon's Dogma 2 review - endless discoveries paired with limitless potential». Eurogamer. Consultado em 20 de março de 2024
14. ↑  Vitelli, Jesse (20 de março de 2024). «Dragon's Dogma 2 Review - On The Shoulders Of Giants». Game Informer. Consultado em 20 de março de 2024
15. ↑  Wakeling, Richard (20 de março de 2024). «Dragon's Dogma 2 Review - Pawn Stars». GameSpot. Consultado em 20 de março de 2024
16. ↑  Bailes, Jon (22 de março de 2024). «Dragon's Dogma 2 review: "Embrace the chaos and there's nothing quite like it"». GamesRadar+. Consultado em 22 de março de 2024
17. ↑  Beck, Adam (20 de março de 2024). «Review: Dragon's Dogma 2». Hardcore Gamer. Consultado em 20 de março de 2024
18. ↑  Green, Jarrett (20 de março de 2024). «Dragon's Dogma 2 Review». IGN. Consultado em 20 de março de 2024
19. ↑  Brown, Fraser (20 de março de 2024). «Dragon's Dogma 2 review». PC Gamer. Consultado em 20 de março de 2024
20. ↑  Smith, Nat (20 de março de 2024). «Dragon's Dogma 2 review – a great RPG, just not on PC». PCGamesN. Consultado em 20 de março de 2024
21. ↑  Erskine, Donovan (20 de março de 2024). «Dragon's Dogma 2 review: Pawn Stars». Shacknews. Consultado em 20 de março de 2024
22. ↑  MacDonald, Keza (20 de março de 2024). «Dragon's Dogma 2 review – chaotic, unpredictable fantasy fun». The Guardian. Consultado em 20 de março de 2024
23. ↑  Donaldson, Alex (20 de março de 2024). «Dragon's Dogma 2 review: one of the greatest games of all time… if you've the right constitution». VG247. Consultado em 20 de março de 2024
24. 1 2  «Dragon's Dogma 2 for PC Reviews». Metacritic. Consultado em 5 de abril de 2024
25. 1 2  «Dragon's Dogma 2 for PlayStation 5 Reviews». Metacritic. Consultado em 5 de abril de 2024
26. 1 2  «Dragon's Dogma 2 for Xbox Series X Reviews». Metacritic. Consultado em 5 de abril de 2024
27. ↑  «Dragon's Dogma 2 Reviews». OpenCritic (em inglês). 20 de março de 2024. Consultado em 27 de março de 2024
28. 1 2  «Dragon's Dogma 2 Review - Pawn Stars». GameSpot (em inglês). Consultado em 27 de março de 2024
29. ↑  Brown, Fraser (20 de março de 2024). «Dragon's Dogma 2 Review». PC Gamer (em inglês). Consultado em 27 de março de 2024
30. ↑  Ong, Alexis (26 de março de 2024). «Dragon's Dogma 2's lovable pawns make it an adventure worth fighting for». The Verge (em inglês). Consultado em 27 de março de 2024
31. 1 2  Green, Jarrett (20 de março de 2024). «Dragon's Dogma 2 Review». IGN (em inglês). Consultado em 27 de março de 2024
32. ↑  Ong, Alexis (26 de março de 2024). «Dragon's Dogma 2's lovable pawns make it an adventure worth fighting for». The Verge (em inglês). Consultado em 27 de março de 2024
33. ↑  Castle, Katharine (22 de março de 2024). «Critically acclaimed Dragon's Dogma 2 hits "mostly negative" on Steam after players raze it for microtransactions». Rock, Paper, Shotgun (em inglês). Consultado em 27 de março de 2024
34. ↑  Lowry, Brendan (22 de março de 2024). «Dragon's Dogma 2 launches to 'Mostly Negative' review bombing after microtransactions reveal, and man, what a bummer [UPDATED]». Windows Central. Consultado em 22 de março de 2024
35. ↑  Warren, Mark (22 de março de 2024). «Dragon's Dogma 2 is being review bombed on Steam over microtransactions, but the situation has been blown out of proportion». VG247. Consultado em 27 de março de 2024
36. ↑  Kan, Michael (22 de março de 2024). «Dragon's Dogma 2 Gets Review-Bombed Over Microtransactions». PCMag. Consultado em 27 de março de 2024
37. ↑  published, Harvey Randall (22 de março de 2024). «The Dragon's Dogma 2 microtransactions are real and bafflingly silly, since nearly all of them can be found in the game without too much trouble». PC Gamer (em inglês). Consultado em 26 de março de 2024
38. ↑  Green, Jarrett (20 de março de 2024). «Dragon's Dogma 2 Review». IGN (em inglês). Consultado em 26 de março de 2024
39. ↑  Romano, Sal (28 de março de 2024). «Famitsu Sales: 3/18/24 – 3/24/24 [Update]». Gematsu. Consultado em 28 de março de 2024
40. ↑  Yin-Poole, Wesley (2 de abril de 2024). «Dragon's Dogma 2 Sales Hit 2.5 Million 11 Days After Launch». IGN. Consultado em 4 de abril de 2024
41. ↑  Shepard, Kenneth (2 de abril de 2024). «Dragon's Dogma 2 Is Rapidly Outpacing The Original's Sales». Kotaku. Consultado em 4 de abril de 2024